# Dva stoljeća uplakane Hrvatske
Dva stoljeća uplakane Hrvatske (Plorantis Croatiae saecula duo) lirsko je epski spjev Pavla Rittera Vitezovića, kojeg je sam objavio 1703. godine u Zagrebu. 

## Opis i struktura
Pisano je na sedam neoznačenih stranica predgovora i 96 stranica teksta. Djelo sadrži 2792 heksametra. Na kraju otisnuta je pjesma od 30 elegijskih distiha u čast grofa Luigija Ferdinanda Marsiglija (1658. – 1730.), carskoga povjerenika u Komisiji za razgraničenje između Habsburške Monarhije, Mletačke Republike i Osmanskoga Carstva, a ispod nje stoji popis ispravaka tiskarskih pogrešaka. Na posljednje tri stranice Vitezović je uvrstio tri prigodne pjesme koje su autoru u čast napisali zagrebački kanonici Petar Črnković i Franjo Josip Vernić te plemeniti gospodin Franjo Kralj, a pružaju dragocjeno svjedočanstvo o suvremenoj recepciji Vitezovićeva spjeva. Naime, pohvalni stihovi zagrebačkoga kanonika Petra Črnkovića i Franje Josipa Vernića u čast njezina autora eksplicitno izjednačavaju s kanonskim rimskim pjesnikom Publijem Vergilijem Maronom, piscem Eneide, koji se općenito smatra oglednim primjerom nacionalnoga epa. Pavao Ritter Vitezović posvetio je ovaj spjev austrijskom grofu i feldmaršalu Ivanu Ferdinandu Josipu Herbersteinu.
Narativna struktura dijela je neobična, smatrana kao hibridna lirsko-epska forma s izrazitim estetskim kvalitetama, po čemu se Vitezovićeva Uplakana Hrvatska može svrstati među najznačajnija poetska djela hrvatske latinističke književnosti. Forma djela se opisuje kao (pseudo)autobiografija, ali i kao alegorijska asocijacija na barokni marijanski topos.

## Sadržaj
Najistaknutija karakteristika djela jest iskazni subjekt, personificirana Hrvatska-domovina metaforički izjednačena sa ženom-majkom, preko čega se djelo dovodi u vezu s lirskim izričajem. Hrvatska, naime, pripovijedajući u prvom licu, predočava proces vlastita tugovanja tijekom dvaju stoljeća osmanlijskih osvajanja i to s vrlo detaljnim psihosomatskim manifestacijama. Unutar svakog pjevanja događaji se izlažu sukcesivno, poput bitke s Osmanlijama i Mlečanima, gladi, epidemije i elementarne nepogode. Može se, dakle, reći da je to kronika u stihovima, pisana u žanrom posebno popularnim u slavenskom baroku. Prikazujući nacionalnu povijest kao osobnu povijest patnje te tekstualno ukinuvši svakoga pripovjednog posrednika, Vitezović je na taj način ne samo pjesnički »oživio« Hrvatsku, nego i alegorijskom asocijacijom na popularni kršćanski motiv Kristove majke koja tuguje pod križem dodatno osnažio značenjski i afektivni potencijal epskog pripovijedanja.

## Unutarnje poveznice
- Stogodišnji hrvatsko-turski rat

## Vanjske poveznice
- Plorantis Croatiae saecula duo na stranicama Digitalne zbirke Nacionalne i sveučilišne knjižnice u Zagrebu